# Вјекослав Лубурић
Вјекослав Лубурић (Хумац, код Љубушког, 6. март 1914 — Каркахенте, 20. април 1969), познатији под надимком као Макс, јест био хрватски усташки официр и званичник који је био на челу система концентрационих логора у Независној Држави Хрватској (НДХ) током већег дела Другог светског рата. Лубурић је такође лично надгледао и предводио геноцид над Србима, Јеврејима и Ромима у НДХ. Због своје умешаности у бројне ратне злочине стекао је репутацију најбруталнијег међу усташким заповедницима. Отуда је често називан „месаром”, а његови следбеници „месарима”.
После рата командовао је крижарима, проусташком групом, који су водили герилски рат против нове југословенске државе, пре него што је емигрирао у Франкову Шпанију. Лубурић је 1957. основао емигрантску терористичку организацију Хрватски народни одпор.
Ујутру 21. априла 1969, Лубурићев син открио је очев крвави леш у једној од спаваћих соба у свом дому. Лубурић је убијен дан раније. Мрље од крви на поду указивале су на то да су га из кухиње одвукли и грубо стрпали под кревет. Више пута су га тукли по глави тупим предметом. Обдукцијом је утврђено да ударци у главу нису били смртоносни; Лубурић се задавио властитом крвљу. Лубурић је сахрањен у Мадриду. Његовој сахрани присуствовало је стотине хрватских националиста у усташкој униформи, који су скандирали усташке пароле и изговарали фашистичке поздраве.

## Биографија
Према историјским изворима, међу којима је књига српског етнолога Андрије Лубурића, Дробњаци — племе у Херцеговини (1930) сви Лубурићи су део племена Дробњаци настањеног у кањону Пиве, од којих је један део прешао у западну Херцеговину и примио римокатоличку веру (и после тога су похрваћени), чега је наводно био свестан и Макс Лубурић.
Вјекослав Лубурић рођен је у породици херцеговачког Хрвата у селу Хумац, близу Љубушког, 6. марта 1914. године. Био је треће дете Љубомира Лубурића, банкарског службеника, и Марије Солдо, домаћице. Пар је добио још једног сина Драгутина и две ћерке Миру и Олгу. Лубурић је био побожни римокатолик.
У децембру 1918. полицајац је пуцао у његовог оца док је шверцовао дуван и он је умро од губитка крви. Неки извори тврде да је Љубомир Лубурић умро у полицијском притвору након што је био уроњен у ледену воду и остављен преко ноћи у неогреваној затворској ћелији.
Након очеве смрти, Лубурић је почео да „мрзи Србе и српску монархију и негодује над њима”, по писању историчарке Кејти Кармихел. Убрзо након тога, Лубурићева сестра Олга извршила је самоубиство скочивши у реку Требижат, након што јој је њихова мајка забранила да се уда за муслимана. После смрти Лубурићевог оца и сестре, његова мајка је пронашла посао у фабрици дувана да обезбеди преосталу децу. Убрзо се удала за човека по имену Јозо Тамбић, са којим је имала још троје деце. Лубурићеви полубраћа и сестре, рођени из другог брака његове мајке, звали су се Зора, Нада и Томислав.
Лубурић је основно образовање завршио у Љубушком, пре него што се преселио у Мостар да би похађао средњу школу. Тамо је почео да се дружи са хрватским националистичким омладинцима. Постајао је све агресивнији према својим наставницима и вршњацима. Лубурићев први сусрет са законом догодио се 7. септембра 1929, када је ухапшен због скитње и мостарски суд га осудио на два дана затвора. Касније, Лубурић је напустио средњу школу да би радио на мостарској јавној берзи.
Усташама, хрватском фашистичком и ултранационалистичком покрету посвећеном уништењу Краљевине Југославије и успостављању Велике Хрватске, придружио се 1931. године. Исте године је ухапшен због проневере средстава која припадају берзи. Лубурић је 5. децембра осуђен на пет месеци затвора због проневере. Убрзо након тога, избегао је заробљеништво и стигао до албанско-југословенске границе пре поновног заузимања. По ослобађању, Лубурић се преселио у северну Хрватску, а затим у Суботицу, где је тајно прешао мађарско-југословенску границу. Лубурић се прво састао са хрватском емигрантском заједницом у Будимпешти, пре него што се преселио у усташки камп за обуку зван Јанка-Пуста. Смештена близу југословенске границе, Јанка-Пуста је била један од неколико усташких кампова за обуку основаних у Мађарској и Италији, чије су владе биле наклоњене усташкој страни и имале територијалне тежње у Краљевини Југославији. У њему је било смештено неколико стотина хрватских емиграната, углавном физичких радника који су се враћали из западне Европе и Северне Америке. Регрути су положили заклетву лојалности вођи усташа Анти Павелићу, учествовали у псеудо-војним вежбама и производили антисрпски пропагандни материјал. Надимак „Макс”, Вјекослав Лубурић добио је од свог дугогодишњег пријатеља Јуре Францетића, приликом боравка у усташком логору Јанка Пуста.
У октобру 1934. године, на краља Југославије, Александра Карађорђевића, извршен је атентат током дипломатске посете Марсеју, у заједничкој завери Унутрашње македонске револуционарне организације и усташа. Након атентата, већина усташа с пребивалиштем у Мађарској деложирана је од стране владе земље, са изузетком Лубурића и неколико других. Кратко време Лубурић је боравио у Великој Кањижи, где му је локална жена након кратке љубавне везе родила сина.

### Други светски рат и НДХ
Након инвазије сила Осовине на Краљевину Југославију у априлу, Лубурић је на своју иницијативу допутовао у новопроглашену Независну Државу Хрватску, да би се придружио усташком режиму и постао је део Павелићевог ужег круга. Иако није поседовао никакво војничко образовање, као члан ужег Павелићевог круга постављен је за пуковника Усташке војнице. Предводио је усташке нападе на српска села у Славонији и Крајини у априлу и мају 1941. и проузроковао крвопролиће огромних размера које је довело до тога да чак Немци и Италијани интервенишу поводом „понашања према цивилима”. Јединице Усташке војнице под његовим заповедништвом су биле одговорне за прва масовна убиства почињена над Србима, у Гудовцу, Вељуну и Глини.
Лубурић је био оснивач, а после погибије Мије Бабића, и командант концентрационих логора у НДХ, а од краја 1941. заповедао је Усташком одбраном, који је био III одсек Усташке надзорне службе. Усташка одбрана, касније преименована у Усташки обрамбени струг, учествовала је у операцијама против четника и партизана, а такође је управљала концентрационим логорима и спроводила масован терор.
Пројектовао је систем концентрационих логора Јасеновац, сопственом иницијативом док је био у егзилу, онда је објавио свој план у септембру 1941. Био је његов први командант. Нада Тамбић, његова полусестра, била је задужена за женски логор Нова Градишка. Касније се удала за Лубурићевог штићеника Динка Шакића. Због те улоге Лубурић је стекао репутацију најкрволочнијег и најбруталнијег од свих усташких заповедника.
Врховни надзор над свим логорима Јасеновца Анте Павелић поверио је Вјекославу Лубурићу. За сав свој рад Лубурић је био само њему одговоран. Павелић је високо ценио његове способности, да га је именовао усташким генералом. Лубурић је долазио у Јасеновац 2—3 пута на месечно и задржао се тамо само неколико дана, но и у то кратко време починио је толико злочина, да су заточеници стрепили, кад би чули да је „навратио” у Јасеновац. Он је знао када ће стићи нови транспорти заточеника, па је хтео да сазна зашто поједини заточеници долазе у Јасеновац.
Страшни су били његови први „рапорти”, кад је преузимао заточенике у логор, његово урликање и клетве, које је пропраћивао шамарима, кундачењем, мецима из револвера или резањем гркљана. Обилазећи логором вребао је, не би ли открио какав прекршај „логорске дисциплине”; не би ли опазио да који заточеник куња од слабости, старости или болести, те ради тога на час застаје на раду; не би ли опазио да који гладан заточеник тражи какав отпадак хране или не врши према њему прописани усташки поздрав. Одмах би се на том лицу зацаклиле разбојничке очи, а револвер или нож ступили у акцију.
По налогу Павелића почетком 1942. отишао је у Херцеговину. године. Лубурић је у Јасеновцу 9. октобра 1942. приредио свечаност, те је усташама поделио златне и сребрне медаље, које им је Павелић наменио као награду „за заслуге”.
Немачки посматрачи су га окарактерисали као „великог садисту” и „живчаног болесника.” Немци су се жалили да Лубурић омета у Херцеговини активности њихових јединица и затражили од Павелића Лубурићево изручење. Због тога је Лубурић у лето 1943. на сопствени захтев упућен у интернацију у Шумце код Лепоглаве.
Поново се појавио у јавности у августу 1944. када је учествовао у заустављању завере Вокић—Лорковић. Након обједињавања Усташке војнице и Хрватског домобранства у Хрватске оружане снаге (ХОС), Лубурић је средином децембра унапређен у чин генерала. Половином фебруара 1945. Павелић је послао Лубурића у Сарајево са налогом да угуши покрет отпора. Послератна комисија за ратне зличине је идентификовала 323 жртава Лубурићевог терора у Сарајеву. У марту 1945. Лубурић је постао заповедник 2. усташког збора (корпуса).
Дана 7. маја, дан пред улазак јединица Југословенске армије у Загреб, постављен за заповедника ХОС-а и водио је припадника ХОС-а и цивиле до аустријске границе у нади да ће успети се предају Британцима. Након неуспелих преговора, Лубурић је напустио војску и народ у Блајбургу и отишао у Ватикан заједно с осталим челницима НДХ. Није се предао западним савезницима, већ се вратио у Хрватску, где је био задужен за позадинске акције Крижара против нове југословенске државе у Билогори и Славонији. Побегао је из Хрватске преко Аустрије, завршивши у Шпанији.

#### Почетне усташке операције етничког чишћења
Почетком априла 1941. Лубурић је илегално прешао југословенску границу у близини града Голе. Средином априла стигао је у Загреб и пребачен је у Економски биро Главног усташког стожера, служећи као ађутант Вјекослава Сервација. Лубурић је 6. маја отпремљен у село Вељун, близу Слуња, да предводи групу од 400 српских мушкараца из села у знак одмазде за убиство хрватске породице у суседном Благају претходне ноћи. Иако је идентитет починилаца остао мистерија, усташе су објавиле да су одговорни Срби из Вељуна и одлучили да мушки становници села буду колективно кажњени. Лубурић је на располагању имао укупно педесет људи, од којих су многи били дугогодишње усташе који су тридесетих година 20. века живели у емиграцији у Италији. Увече 9. маја, српски мушкарци из Вељуна доведени су у Благај и убијени ножевима и тупим предметима у дворишту локалне основне школе. Убиства су трајала читаву ноћ. Следећег јутра, Лубурић је виђен како излази из школе сав крвав и пере руке поред бунара.
Крајем јуна, усташки званичници возећи се кроз села Горња Суваја и Доња Суваја, у Лици, пријавили су да је на њих пуцано, што је подстакло регионалне власти да успоставе акцију „чишћења” села. Ујутро 1. јула, Лубурић је увео групу усташа у та два села. Историчар Макс Бергоц пише да је у операцији учествовало до 300 усташа.
Према речима новинара и преживелог холокауста, Славка Голдштајна, Лубурић је поред 250 припадника хрватског домобранства имао на располагању око 150 припадника усташких помоћних снага. Многи мушки становници Горње Суваје и Доње Суваје побегли су у дивљину пре доласка усташа. Њихови рођаци који су остали били су подвргнути силовању и сексуалном сакаћењу. Масакр је трајао око два сата; усташе су се убијале своје жртве првенствено ножевима и палицама. Убијено је најмање 173 сељана, углавном жена, деце и стараца.
Дана 2. јула 130—150 усташа су напале оближње село Осредци. Већина становника села побегла је очекујући масакр, чувши за оно што се дан раније догодило у Горњој и Доњој Суваји. Током наредна два дана усташе су масакрирале тридесетак становника села, углавном старијих и немоћних, који нису могли да побегну заједно са осталима. Лубурић и његови следбеници истовремено су масакрирали становнике оближњег села Бубањ. Према властитим интерним документима, усташе су у Бубњу убиле 152 српска цивила и спалиле двадесет домова. У неким домаћинствима ниједна особа није остала жива. По речима преживелих, број смртних случајева износио око 270.
Дана 3. јула, једна од Лубурићевих јединица привела је 53 становника села Небљуси, укључујући десеторо деце млађе од 12 година. Они су коњским запрегама пребачени у оближње село Боричевац, у коме су биле касарна и крашка јама. Становници Небљуса били су затворени у касарни, заједно са дванаест одраслих мушкараца који су раније ухапшени. Те вечери, њих осам је гурнуто у крашку јаму. Две жртве су успеле да преживе пад.
До краја јула усташе су побиле најмање 1.800 Срба у Лици и околини. Усташке злочине над српским становништвом од стране НДХ, подстакле су хиљаде Срба да се придруже партизанима Јосипа Броза Тита и четницима Драже Михаиловића. Лички масакри посебно су служили као казус бели за устанак у Србу, који је започео 27. јула. Побуна је довела до италијанских војних окупација зоне II и зоне III.
Лубурић и његови претпостављени погрешно су израчунали да ће брутално убиство недужне популације укинути сваки ембрионални отпор њиховом плану за стварање „етнички чистог подручја”, приметио је Голдштајн. „Њихови поступци изазвали су потпуно супротан ефекат”. Средином јула 1941. Лубурић је имао задатак да ухвати десетине затвореника који су побегли из логора Керестинец. Готово сви бегунци су заробљени или убијени, а неколико усташа је такође изгубило живот.

#### Јасеновац
Сектор безбедности НДХ чиниле су две агенције, Равнатељство за јавни ред и сигурност (РАВСИГУР) и Усташка надзорна служба (УНС). И РАВСИГУР и УНС водио је Кватерников син Дидо.
РАВСИГУР је основан 4. маја 1941. УНС је основан у августу. Последњи је био подељен на три логора: Логор I, Логор III и Логор IV. Логор III, познат и као усташка одбрана, имао је задатак да управља концентрационим логорима НДХ. Укупно их је било око 30 на територији НДХ. Од априла до августа 1941. РАВСИГУР је био одговоран за управу логора. Већи део рата на челу Логора III био је Лубурић. Према речима Сигфрида Кашеа, немачког амбасадора у НДХ, Лубурић је за време свог прогонства осмислио стварање мреже концентрационих логора.
У мају 1941. године, Кватерник је наредио изградњу два притворска центра у селима Крапје (Јасеновац I) и Брочице (Јасеновац II), прва два подтабора онога што је требало да постане концентрациони логор Јасеновац. Крапје и Брочице отворени су 23. августа. Истог дана, суочен са италијанском војном окупацијом зоне II, Логор III наредио је распуштање свих концентрационих логора смештених у приобалним областима НДХ. У првим месецима рада система концентрационих логора Јасеновац, Лубурић је ретко наређивао масовна погубљења без пристанка претпостављених. Анте Мошков, водећи усташки званичник, приметио је:
„Поглавник му је био дражи него што су му била сопствена мајка и браћа, а оданост и послушност према њему била је смисао његовог живота.”
Лубурићева оданост и посвећеност на крају му се исплатила, а како је рат одмицао, постао је поверљиви члан Павелићевог ужег круга. Крајем септембра 1941., влада НДХ послала је Лубурића у Трећи рајх да проучи немачке методе стварања и одржавања концентрационих логора. Лубурићев обилазак логора трајао је десет дана. Накнадни усташки логори направљени су по узору на Оранијенбург и Захсенхаузен.
Систем логора Јасеновац био је смештен у насељу са великим бројем Срба. По Лубурићевом наређењу, између септембра и октобра 1941. године, сва српска села у околини два подтабора су сравњена, њихови становници су сакупљени и депортовани у Крапје и Брочице. Између 14. и 16. новембра 1941. године, Крапје и Брочице су распуштени. Војно способни затвореници били су приморани да саграде трећи под-логор, Јасеновац III, који је познат и као Циглана. Болесни и немоћни људи су или убијени или су остављени да умру у напуштеним камповима. Од 3.000—4.000 затвореника који су били затворени у Крапју и Брочицама у време њиховог распуштања, само 1.500 је преживело да види Циглану.
Са информацијама које је прикупио у Немачкој, Лубурић је успео да организује циглану ефикасније него што су то били Крапје и Брочице. У јануару 1942. године, Логор III наредио је оснивање Јасеновца IV, као логор посвећен производњи коже, који је постао познат као Кожарница (хрватски: Кожара). Пети и последњи подтабор, Јасеновац V, основан је отприлике у исто време. Познат као Стара Градишка, по селу у ком се налазио, надгледали су га и мушки и женски стражари. Међу њима су биле и Лубурићеве полусестре, Нада и Зора. Прва је учествовала у мучењима и погубљењима која су се догодила у Старој Градишки. Удала се за Динка Шакића. Током рата Шакић је служио као заменик команданта Старе Градишке, а касније и као командант Циглане. Лубурић је врбовао и свог рођака Љубу Милоша. Милош је служио као командант службе рада у Циглани. Попут Лубурића, који је био у касним двадесетим годинама када је именован за шефа Логора III, већина усташа задужених за управљање системом логора Јасеновац била је изузетно млада. Шакић је 1941. имао 20, а Милош 22 године.
Систем логора Јасеновац чувало је више од 1.500 усташа. Циглана, Кожара и Стара Градишка могли су да држе 7.000 затвореника, иако број затвореника никада није премашио 4.000 у било ком тренутку. Лубурић је два или три пута месечно посећивао систем логора Јасеновац. Инсистирао је да лично убије најмање једног затвореника при свакој посети. Лубурић је уживао изругујући се затвореницима у погледу датума и начина њиховог погубљења. „Забављао би се постављањем свог револвера на главе затвореника”, пише Титов биограф Јаспер Годвин Ридли. „Понекад је повукао обарач, понекад није.”
Лубурићева окрутност проширила се и на друге усташке логоре. У једном случају, намерно је послао стотине затвореника заражених тифусом из Старе Градишке у Ђаково како би убрзао ширење болести међу затвореницима. „Лубурић је створио такву атмосферу”, подсетио је Милош, „да се сваки усташа заправо осећао позваним да убије затвореника, верујући да ће то бити чин патриотизма.” Након неуспелог експериментисања са комбијима за гас, Лубурић наредио је да се у Старој Градишки изгради гасна комора која је користила комбинацију сумпор-диоксида и циклона Б. Плинска комора је била лоше конструисана и овај метод убијања је напуштен после три месеца. Током рата, за разлику од немачких логора, већина затвореника је убијана ножевима или тупим предметима.
Почетком 1942. године услови у Јасеновцу су се донекле побољшали због очекиване посете делегације Црвеног крста. Здравији затвореници, којима су обезбеђени нови кревети и постељина, смели су да разговарају са делегацијом, док су болесни и исцрпљени убијани. Након одласка делегације, услови у кампу вратили су се у претходно стање.
Када је хрватски јеврејски државни службеник по имену Драгутин Розенберг покушао да га наговори да дозволи доставу хране и одеће у Јасеновац по именима, Лубурић је пристао да се те пошиљке распу, како не би открио који су притвореници још живи, а који мртви. Лубурић се такође показао непропусним за примање мита, као што је пример случаја Јулиуса Шмидлина, представника Црвеног крста, који је покушао подмитити Лубурића да би се овај хуманије односио према затвореницима у Јасеновцу, али му је Лубурић то бесно одбио. Поред тога, Лубурић није толерисао лоше руковање робом заплењеном од логораша, што је пример његовог одговора на такозвану Златну аферу, у којој су стражари логора ухваћени у покушају кријумчарења заплењеног накита из Јасеновца. Лубурић је наредио да се кривци убију. Међу убијенима је и брат Лубурићевог заменика Ивице Матковића, који је претучен до смрти.

#### Козарска офанзива
Дана 21. децембра 1941. усташке јединице под командом Лубурића, Рукавине и Мошкова умарширале су у Пркосе, код Босанског Петровца. Лубурић је изјавио:
| „ | „Морамо да убијемо све, у Пркосу и у свим њиховим селима, до последњег човека, чак и детета.“ | ” |

Усташе су окупиле више од 400 српских цивила, углавном жена и деце и старијих. Убрзо након тога, одведени су у оближњу шуму и убијени. Лубурић је 14. јануара 1942. године увео групу усташа у село Драксенић, у северној Босни, и наредио убиство његових становника. У масакру који је уследио убијено је више од 200 сељака, углавном жена, деце и стараца. Средином 1942. Државни обавештајно-пропагандни завод (хрватски: Државни извјештајни и промичбени уред; ДИПУ) издао је строго упозорење свим новинама у НДХ, забрањујући им извештавање о Лубурићу, Логору III и такозваној „колекцији НДХ центара.” Упркос упозорењу ДИПУ-а, Лубурић је представљен у пропагандном кратком филму из 1942. године под насловом Стража на Дрини (немачки: Wacht an der Drina).
У јуну 1942. године, Вермахт, домобранство и усташка милиција покренули су Козарску офанзиву, чији је циљ било истискивање партизанских формација око планине Козаре, у северозападној Босни, која је угрожавала приступ Немачке железничкој линији Београд — Загреб. Иако су партизани претрпели понижавајући пораз, цивилно становништво подручја сносило је највеће последице. Између 10. јуна и 30. јула 1942. године, 60.000 цивила који су живели у околини планине Козара, углавном Срба, сакупљено је и одведено у концентрационе логоре."Козара је рашчишћена до последњег човека, " написао је опуномоћени генерал Вермахта Едмунд Глејс-Хорстенау, „а такође и последње жене и последњег детета.”
После Козарине депопулације, Лубурић је осмислио стварање годишњег „пореза”, којим би српски дечаци били одузети породицама, условљени да се одрекну свог српског националног идентитета, и уведени у усташки набор. Крајем 1942. године „усвојио” је 450 дечака који су расељени током борби око планине Козара. Одевене у црне усташке униформе, Лубурић је дечаке називао својим „малим јањичарима”, алузија на систем девширме Османског царства, који је десетине хиљада дечака одвео из хришћанских породица широм Балкана, асимиловао и претворио у чланове османлијске војске.
Сваког јутра су Лубурићеви „јањичари” били принуђени да учествују у војним вежбама и изговарају Господњу молитву. Експеримент није успео и већина дечака је одбила да постану усташе. Такође је већина њих потом умрла од неухрањености, дизентерије и других болести. Стотине друге деце коју су усташе отеле након битке на Козари спасила је група добровољаца Црвеног крста из Загреба, коју је предводила Диана Будисављевић. У свом дневнику, Будисављевић се присетила сусрета који је имала са Лубурићем у Старој Градишки, у којем ју је овај грдио, њу и њене колеге, због „бриге само о српској деци”, док је широм НДХ било и хрватске и босанске муслиманске деце која су такође патила. Према речима Диане Будисављевић, Лубурић је претио да ће њу и њене колеге привести, злокобно упозоравајући да „нико неће знати шта се с њима догодило и где се налазе.”

#### Терор у Сарајеву
Почетком 1945., Павелић је Лубурића послао у Сарајево да поткопа тамошњу пету комунистичку колону. Лубурић је у град стигао 15. фебруара. Пет дана касније, Хитлер је Сарајево прогласио фестунгом („тврђавом”), инсистирајући да се по сваку цену брани. Хитлер је именовао генерала Хајнца Катнера да организује одбрану града због очекивања партизанског напада. 24. фебруара Катнер је организовао банкет у част Лубурића. На банкету је Лубурић објавио намеру да уништи комунистички отпор у Сарајеву. Лубурић је убрзо именовао девет усташких официра у специјалну радну групу за извршење егзекуција познатих и осумњичених комуниста. Његово седиште налазило се у вили у центру Сарајева, која је међу становницима града постала позната као „кућа терора”.
Дана 1. марта, партизани су покренули Сарајевску операцију, која је имала за циљ одузети град од Немаца и усташа. Почетком марта Сарајево је било окружено и одсечено од остатка НДХ. Лубурић је основао суд који је назвао Кривични ратни суд команданта Лубурића, који се бавио случајевима наводне издаје. Прва група затвореника којој се судило била је група од 17 муслиманских избеглица из Мостара. Током месеца погубљено је на десетине осумњичених комуниста.
Хапшења и погубљења која су уследила била су забрињавајуће произвољне природе, што је само погоршало терор који су осећале Сарајлије. Према речима преживелих, методе мучења коју су најчешће користили Лубурићеви агенти подразумевала је везивање руку затвореника иза леђа, увлачење руку међу ноге, постављање шипке међу колена, вешање наопако и потом пребијање. Након ових мучења, која су усташе еуфемистички називали испитивањима, затвореника су обично пратила погубљење или депортација у концентрациони логор. Лубурић се иживљавао и над живима, тако што је позивао чланове породице својих жртава у вилу и потом би им испричао врло детаљно како су њихови најмилији мучени и убијани. Како су убиства одмицала, неке Сарајлије су бомбардовали склоништа у страху за свој живот, иако град недељама није био бомбардован.
Лубурић је 16. марта сазвао састанак преко 1.000 усташких политичких и војних личности, а у присуству високих немачких званичника издао је декларацију којом се осуђује бољшевизам, Јалтска конференција и нова комунистичка влада у Београду. Усташе су 21. марта откриле заверу за атентат на Лубурића. Његов потенцијални атентатор био је млади комуниста по имену Халид Назечић, којег је издао један од његових саучесника. Четири усташе су потом убијене у нападима партизана у граду. У ноћи између 27. и 28. марта усташе су обесиле педесет пет Сарајлија у сарајевском насељу Мариндвор. Знакови који носе фразу: „Живео Поглавник!” били су им постављени око врата. Њихова тела су остављена да буду пример другима. На оне који су покушавали да пронађу тела, пуцано је. Лубурић је са својом пратњом 4. априла напустио Сарајево. Око 350 усташких полицајаца и 400 усташких војника остало је да брани град. Лубурићева терористичка владавина у Сарајеву однела је 323 живота, према подацима послератне комисије за ратне злочине. Неколико стотина других је депортовано у концентрационе логоре.
Партизани су ушли у Сарајево 6. априла и прогласили његово ослобођење. Заузимање града поклопило се са четвртом годишњицом инвазије Осовине на Југославију. Ексхумацију тела из дворишта Лубурићеве виле, од којих су многа припадала деци, документовала је совјетска филмска екипа. Још један сведок последица Лубурићевих злочина био је амерички новинар Ландрум Болинг, који се сетио да је видео просторију тела „наслаганих попут шпранца једно на друго.” Многи од лешева имали су су знаке мучења и сакаћења. Међу лешевима је био и Халид Назечић, чија је глава била унакажена, очи извађене и гениталије спаљене кључалом водом.

#### Деструкција НДХ
По изласку из Сарајева, Лубурић се укрцао у авион за Загреб. При покушају слетања на аеродром Боронгај, Лубурићев авион срушио се на писти која је била оштећена бомбом. Лубурић је задобио повреду главе и морао је бити хоспитализован. Павелић је посетио Лубурића док се опорављао и затекао га ошамућеног и разочараног, како оптужујуће Немце за издају Хрватске. Убрзо након тога, Лубурић је унапређен у чин генерала. Почетком априла наредио је да се преостали затвореници Јасеновца убију. Такође је наредио да се униште документи који се односе на операцију логора, а лешеви из околних масовних гробница ексхумирају и кремирају. Неколико особа које су имале инкриминишуће информације у вези са Лубурићевим ратним активностима, попут агента Гестапоа, Копела, убијено је по његовом налогу. Крајем априла, Лубурић је одобрио погубљења Лорковића и Вокића, као и других који су били умешани у заверу Лорковић — Вокић.
Како су се партизани приближавали, Лубурић је предложио да усташе заузму свој последњи отпор у Загребу, али Павелић је то одбио. Усташе су биле подељене око тога шта да раде. Неки су предлагали повлачење према Аустрији што је брже могуће. Други, међу којима је био Лубурић, заговарали су успостављање нерегуларних формација на селу које би вршиле герилске нападе након пропасти НДХ. Почетком маја, Лубурић се састао са загребачким надбискупом Алојзијем Степинцем који га је молио да не пружа оружани отпор партизанима. Влада НДХ напустила је 5. маја Загреб, а за њом и Павелић. До 15. маја НДХ је потпуно пропала. Десетине хиљада усташа предало се британској војсци, али је враћено партизанима. Неизрецив број убијен је у каснијим партизанским репресалијама, заједно са неколико хиљада српских и словеначких колаборациониста.
Неке усташе, које су постале познате као крсташи (хрватски: крижари), остали су у Југославији и извршавали герилске нападе на комунисте. Међу њима је била и мала група бораца предвођених Лубурићем, која је остала у шумама јужне Словеније и северне Славоније, окршавајући се са новоформираном Југословенском народном армијом (ЈНА).
Лубурић је избегао заробљавање и вероватно погубљење положивши личне документе поред тела мртвог војника. Преко Матковића и Мошкова, Лубурић је Павелићу, који је побегао у Аустрију, послао писмо у којем је наговестио своју намеру да настави борбу. Постоје три различита извештаја о Лубурићевим активностима у послератној Југославији. Према једном, Лубурић се потом упутио на југ према планинском ланцу Билогора, где се састао са групом од више од педесет крижара под вођством Бранка Бачића. Кренули су ка западу, успостављајући базу на Фрушкој гори. У новембру 1945. Лубурић и десетак крижара прешли су мађарско-југословенску границу и побегли из Југославије. Друга верзија каже да је Лубурић рањен у пуцњави са ЈНА, а преко реке Драве у Мађарску пребацио га је генерал Рафаел Бобан, који се после вратио у Југославију и за њега се више никада није чуло. Трећа верзија, коју је заступао и сам Лубурић, јесте да се Лубурић борио са крижарима до краја 1947. године, када је био тешко рањен и приморан да напусти земљу.
Лубурићева полусестра Нада и њен супруг Динко Шакић побегли су у Аргентину. Неки од преосталих Лубурићевих рођака нису били те среће. Југословенске власти су Милоша ухватиле у јулу 1947. године, заједно са неколико других крижара, након што се вратио у земљу због побуне крижара. Накнадно му је суђено због злочина за која је починио током рата. Током суђења, он је графички детаљно признао своју улогу у убиствима која су се догодила у Јасеновцу. Осуђен је по свим тачкама оптужнице и погубљен 1948.

### Након рата
У августу 1950. Лубурић је објавио прокламацију у неким хрватским емигрантским новинама у Чикагу у којој захтева да ни један Хрват не сме да буде војник туђе, не-хрватске армије. Након тога је отпутовао у Хамбург да би основао регрутни центар Павелићевих усташа. Лубурић је био активан на западу у разним емигрантским организацијама у Шпанији, Шведској, Немачкој, Канади као и у многим другим земљама. У борби за превласт у емиграцији разишао се са Павелићем 1955. и искључен је из усташког покрета. Према изворима ЦИА из Буенос Ајреса, Лубурићев посао у Немачкој је добио благослов британских власти. Био је веза између усташа у НДХ и препорода усташког покрета као терористичке организације у послератном добу, стварајући 1957. године организацију Хрватски народни отпор или ХНО. Отпор је касније прерастао у „Хрватски државотворни покрет”, коме је између осталих припадао Миро Барешић.
У Шпанији се крио под именом Висенте Перез Гарсија. Био је координатор терористичких напада широм Европе, са ћелијама у Швајцарској, Аустрији, Шведској, Немачкој, Шпанији и неколико мистериозних улазака у саму Југославију.
У новембру 1953. Лубурић се оженио Шпанкињом по имену Изабела Ернајз. Пар је потом добио четворо деце, два дечака и две девојчице. Лубурићева супруга је 1957. године добила анонимно писмо у којем се детаљно описују ратна зверства њеног супруга, са великим нагласком на његовој улози у убијању деце. Убрзо након тога поднела је захтев за развод. Током поступка развода, Лубурић је добио заједничко старатељство над децом, као и њихов дом. Исте године је продао кућу и преселио се у град Каркахенте, близу Валенсије, где је отворио фарму живине. Фарма је брзо престала да послује и Лубурић је убрзо постао трговачки путник.
Због своје активности, Лубурић је на себе привукао пажњу и југословенске тајне службе која је настојала да га убије. Макса Лубурића убио је агент Удбе, Илија Станић, након што се успешно инфилтрирао у ХНО. Убијен је у својој вили у Шпанији 20. априла 1969, тако што му је чекићем разбијена глава.

### Смрт
Ујутру 21. априла 1969. године, Лубурићев син открио је очев крвави леш у једној од спаваћих соба у свом дому. Лубурић је убијен дан раније. Мрље од крви на поду указивале су на то да су га из кухиње одвукли и грубо стрпали под кревет. Више пута су га тукли по глави тупим предметом. Обдукцијом је утврђено да ударци у главу нису били смртоносни; Лубурић се задавио властитом крвљу. Лубурић је сахрањен у Мадриду. Његовој сахрани присуствовало је стотине хрватских националиста у усташкој униформи, који су скандирали усташке пароле и изговарали фашистичке поздраве.
Лубурићево убиство догодило се у време када је УДБА вршила атентате на водеће хрватске националистичке личности широм Европе и сумња је неизбежно пала на њих. Лубурић је 1967. године запослио свог кума Илију Станића да ради у његовој издавачкој фирми. Станићев отац Винко служио је заједно са Лубурићем током рата. Ухватиле су га југословенске власти у борби са крижарима и умро је у заробљеништву. Станић, који је живео и радио у Лубурићевом дому, вратио се у Југославију непосредно после Лубурићеве смрти. Декласификовани југословенски обавештајни документи показују да је Станић био агент УДБА-е, са кодним именом Мунгос.
Према записнику са његовог брифинга из маја 1969. године, Станић је својим руководиоцима рекао да је прво ставио отров у Лубурићеву кафу, коју му је дао други агент УДБА-е. Након што отров није успео да убије Лубурића, Станић је почео да паничи и отишао је у своју собу по чекић. Када се вратио у кухињу, Лубурић се пожалио да се не осећа добро. Док је Лубурић ишао да поврати у судоперу, Станић га је неколико пута ударио по глави. Лубурић је непомично пао на под. Станић је затим напустио кухињу како би био сигуран да су улазна врата закључана. Када се вратио, видео је Лубурића како стоји изнад судопере и јауче од бола. Станић га је још једном ударио у главу, сломивши му лобању. Потом је тело Лубурића умотао у ћебад и одвукао у оближњу спаваћу собу. Станић је тврдио да је у почетку желео да сакрије тело у штампарији, али да је Лубурић био претежак. Ушавши у спаваћу собу, Станић је сакрио тело испод кревета и мирно изашао из куће.
У интервјуу за хрватски недељник Глобус у јулу 2009. године, Станић је променио своју причу, тврдећи да су Лубурића убила два члана ХОП-а. Огорчен омаловажавајућим коментаром који је Лубурић наводно дао о Станићевом оцу и његовим послератним герилским активностима, Станић тврди да је потражио двојицу мушкараца, који су га уверили да су само желели да изврше премлаћивање. На дан када је Лубурић убијен, Станић је тврдио да је дозволио мушкарцима да уђу у Лубурићев дом, а њих двојица су једним ударцем у главу тешком металном шипком убили Лубурића. 2012. године Станић је још једном променио своју причу, овог пута оптужујући двојицу других људи за убиство Лубурића.

## Утицај на хрватски национализам
После Лубурићеве смрти, руководство ХНО отишло је до неколико његових блиских сарадника, да би се на крају поделило у супарничка руководства у Северној Америци, Аустралији, Шведској и Аргентини. Вођство аргентинске фракције ХНО делегирано је Лубурићевом зету Динку Шакићу.
У априлу 1971. две подружнице ХНО ушле су у југословенску амбасаду у Стокхолму и убиле југословенског амбасадора у Шведској, Владимира Роловића. Њих двојица су ухапшени, али су пуштени на слободу следеће године након што је група хрватских националиста отела шведски авион, тражећи њихово пуштање. Један од Роловићевих убица, Миро Барешић, прошао је кроз крштење док је био у затвору и у част Лубурића усвојио крсно име Вјекослав.
ХНО се тада могао похвалити са неколико хиљада чланова. Међу значајним члановима били су, између осталих, Звонко Бушић, Гојко Шушак и Младен Налетилић. Бушић је наручио отмицу лета у септембру 1976. Шушак је постао хрватски министар обране 1991. Налетилић је осуђен за чињење ратних злочина над бошњачким цивилима током босанског рата од стране Међународног кривичног суда за бившу Југославију. Осуђен је на 20 година затвора.
Током рата у Хрватској, отворено дивљење Лубурићу могло се наћи у официрском збору хрватске војске. Анте Лубурић, који је током битке за Вуковар служио као виши официр, његови конфедералци су му дали име Макс због његове жестине на бојном пољу.
Почетком 1992. генерал Мирко Норац изразио је дивљење Лубурићу након што је разрешен дужности по налогу председника Хрватске, Фрање Туђмана.
| „ | „Зајебите све хрватске генерале са Туђманом на врху. Једини генерал за мене је Макс Лубурић.” | ” |

За Лубурића се говори у уводним редовима хрватске националистичке песме „Јасеновац и Градишка Стара”, која гласи:
„Јасеновац и Градишка Стара,
То је кућа Максових месара…”
2017. у сарајевском насељу Добриња, појавили су се флајери који садрже одломке из говора Лубурића. У јулу 2018. шпанска владајућа Социјалистичка радничка партија, предложила је закон против меморисања фашистичких фигура. Нагађало се да ће шпанске власти, ако закон буде усвојен, моћи узурпирати гробнице Павелића и Лубурића, јер како наводе, гробнице су постале ходочасничка места за неофашисте, и треба их преместити на мање истакнуте локације или пребацити у Босну.
Дарко Худелист, новинар и Туђманов биограф, сматра Лубурића једном од три најважније хрватске политичке личности послератног периода, уз Тита и Туђмана. Худелист тврди да је на Туђмана утицао Лубурићев спис који је позивао на уједињење идеолошки различитих фракција које су чиниле хрватску дијаспору. Ово је постао кључни политички приоритет Туђманове Хрватске демократске заједнице током његовог председниковања.
Историчар Владо Владић одржао је 29. септембра 2018. године на римокатоличком приорату у Сплиту промоцију своје књиге Хрватски витез Вјекослав Макс Лубурић. Догађај је осудила хрватска левица, оптуживши Владића за величање Лубурића и Католичке цркве за омогућавање историјског ревизионизма. Међу присутнима био је Дарио Кордић, који је током босанског рата био потпредседник Хрватске Републике Херцег-Босне. Кордића је МКСЈ касније прогласио кривим за ратне злочине и злочине против човечности за његову улогу у етничком чишћењу долине Лашве и био је осуђен на 25 година затвора.

## Процена жртава
Према савременим немачким извештајима, број убијених Срба од стране усташа износио је око 350.000. Према Америчком меморијалном музеју холокауста, усташе су током рата убиле између 320.000 и 340.000 Срба. Већина савремених историчара слаже се да су усташе убиле преко 300 000 Срба, или око 17% свих Срба који су живели у НДХ.
На суђењима у Нирнбергу, за ова убиства је оцењено да су представљала геноцид. Усташе су такође биле одговорне за смрт 26.000 Јевреја и 20.000 Рома.
Историчарка Емили Гребл процењује да се Лубурићу може приписати приближно 200 000 ратних смрти. Током рата, Лубурић се хвалио да су усташе убиле више Срба у Јасеновцу, „него што је Османско царство успело током окупације Европе.” Такође се поверио Херману Нојбахеру, опуномоћеном представнику Министарства спољних послова Рајха за југоисточну Европу, да је веровао да је око 225.000 Срба убијено у Јасеновцу. Непотпуни списак жртава састављен од Спомен-подручја Јасеновац садржи имена 83.145 особа, укључујући 47.627 Срба, 16.173 Рома и 13.116 Јевреја. Већина историчара слаже се да је у Јасеновцу убијено око 100.000 људи.
1998. године је Шакић ухапшен у Аргентини. Следеће године изручен је Хрватској због оптужби за ратне злочине и злочине против човечности. Шакић је осуђен по свим тачкама оптужнице и осуђен на двадесет година затвора. Умро је у јулу 2008. Лубурићева полусестра Нада ухапшена је приближно у исто време када и њен супруг, али је пуштена због недостатка доказа. Умрла је у фебруару 2011.
У јулу 2011. Влада Србије расписала је налог за њено хапшење, очигледно не знајући да је умрла раније те године. Када су српске власти сазнале за њену смрт, налог је повучен. Шакић је свог девера описао као „хуманитарца” и „заштитника Јевреја.”
Неколико Лубурићевих савременика, као и бројни научници, пружили су потпуно другачију оцену. Артур Хафнер, официр Абвера, осудио је Лубурића као једног од Павелићевих „најжешћих крвожедника.” У академској литератури, Лубурић се често описује као садиста. Учењак холокауста Уки Гони га карактерише као „крволочног лудака.”
„Од свих насилника Поглавника”, пише Волтерс, „Лубурић је био најгори.” Јозо Томашевић, историчар специјализован за Балкан, описао је Лубурића као један од „најбруталнијих и најкрволочнијих” припадника усташког покрета. Кармихел говори о Лубурићу као о „једном од најозлоглашенијих ратних злочинаца Другог светског рата.” Историчари Ладислаус Хори и Мартин Бросзат описују Лубурића као „једног од најстрашнијих и најомраженијих” усташких вођа.